# Терра Нова (телесериал)
«Терра Нова», также «Térra Nóva» (англ. Terra Nova, рус. Терра Нова, Новая Земля) — американский научно-фантастический телесериал. Премьера состоялась 26 сентября 2011 года на телеканале Fox. В России премьера состоялась на Первом канале 27 сентября 2011 года. 5 марта 2012 года телеканал Fox объявил, что не будет продлевать сериал на второй сезон.

## Завязка сюжета
2149 год. Жизнь находится под угрозой исчезновения из-за экологических проблем и перенаселения, богатые люди живут в городах под искусственными куполами, но для большинства это — недостижимая мечта. Законодательно запрещено иметь более двух детей.
Выходом для человечества оказывается проект «Терра Нова» («Новая Земля»): через межвременной портал на Землю мелового периода отправляют счастливчиков, выигравших в лотерею, а также специально отбираемых ценных специалистов, которые создали и поддерживают там колонию. Портал ведёт в некий «параллельный поток времени», благодаря чему колонисты могут не опасаться своими действиями изменить будущее.
Бывший полицейский Джим Шеннон (англ. Jim Shannon) и его жена Элизабет, уже имеющие сына Джошуа и дочь Мэдди, в нарушение закона заводят третьего ребёнка — дочь Зои. Три года им удаётся скрывать дочь от посторонних, но затем инспекция по контролю обнаруживает Зои, и Джим оказывается в тюрьме. Ещё через два года Элизабет получает приглашение на Терра Нову в качестве специалиста, но власти разрешают ей взять с собой только Джошуа и Мэдди. Желая сохранить семью, Элизабет организует побег мужа из тюрьмы и контрабандный переход его и Зои через портал. В результате вся семья оказывается на Новой Земле, рассчитывая там начать всё с начала.

## Колония и колонисты
Колония «Терра Нова» располагается в заросшей пышной растительностью долине, окружённой горами. Это огромный круг, поделённый на сектора, огороженный бревенчатым забором высотой около 5 метров; в заборе через равные промежутки находятся сторожевые вышки, на которых дежурят охранники. Выход за пределы колонии небезопасен, в непосредственной близости от неё можно встретить хищных динозавров. Подходы к границам колонии контролируются системами слежения, расположенными на аэростатах, территория самой колонии защищается, помимо прочего, ультразвуковой системой, отпугивающей некоторых известных нежелательных существ. Колония живёт сельским хозяйством.
Руководит жизнью колонии Натаниэль Тейлор, в прошлом — военный с богатым боевым опытом. Он — единоличный правитель, совмещающий должности главного администратора, главы службы безопасности и судьи; пользуется всеобщим уважением и имеет непререкаемый авторитет. Тейлор мечтает о создании на основе Терра Новы «правильного» общества, которое избежит ошибок, приведших человечество к угрозе гибели; он готов на всё, чтобы колония не свернула с этого пути. Общественные отношения в колонии близки к коммунизму: каждый взрослый обязан работать там, куда его поставят, колония обеспечивает его (и его детей) жильём (на семью — небольшой отдельный дом в несколько комнат со всем необходимым оборудованием), продукты питания и прочие предметы потребления распределяются бесплатно, приборы и оружие выдаются тем, кому они нужны по роду деятельности. Юноши и девушки, начавшие работать, могут жить отдельно от родителей и пользоваться всеми правами взрослого человека. Денежное обращение сохраняется: за работу платят зарплату, за деньги колонисты покупают друг у друга личные вещи и предметы собственного изготовления, а также расплачиваются в баре, который содержит военный-отставник Бойлен.
Раз в несколько месяцев из будущего, с площади Надежды, открывают портал, через который перемещается очередная партия колонистов, оборудование, материалы и снаряжение. Во время открытия портала работает двухсторонняя связь, но вернуться или передать что-то из Терра Новы в будущее невозможно. Чтобы зафиксировать точку прибытия, в Терра Нове работает «входной» портал, — если его не включить, то выход из портала может открыться где угодно в радиусе нескольких километров от расчётной точки.
В прошлом в колонии произошёл раскол: часть колонистов из шестого потока начала подготовку к захвату власти. Тейлор раскрыл их планы, после чего «шестые», как их стали называть, покинули колонию с частью оборудования и оружия, создав собственное поселение. Очевидно, кто-то из организаторов Терра Новы связан с заговорщиками. Расположение поселения «шестых» Тейлору неизвестно, руководит ими чернокожая женщина по имени Мира. Между колониями сохраняется вооружённый нейтралитет и ведётся торговля: «шестые» выменивают лекарства и оборудование на метеоритное железо, запасы которого они контролируют. При любой возможности «шестые» воруют у колонистов аккумуляторы, так как испытывают постоянный недостаток электроэнергии. Периодически случаются стычки, но обе стороны действуют предельно аккуратно, избегая без крайней необходимости убивать или ранить кого-то из противников. «Шестые» хорошо осведомлены о внутренней жизни Терра Новы благодаря оставшимся в ней информаторам.

## Производство
Двойная пилотная серия снималась 26 дней с конца ноября по декабрь 2010 года. Затраты были довольно велики, бюджет одного эпизода равен приблизительно 4 млн $.
Чтобы сократить издержки, было сразу заказано производство всего сезона, это дало возможность сэкономить на разборке и сборке декораций. Съёмки одного эпизода занимали одну-полторы недели, постпродакшн — до полутора месяцев. Создание моделей динозавров консультировал палеонтолог Джек Хорнер. Съёмки проходили в юго-восточном Квинсленде (Австралия) в городах Брисбен и Голд-Кост.
5 марта 2012 года телеканал Fox объявил, что не будет продлевать сериал на второй сезон. В качестве причины закрытия сериала назывались низкие рейтинги в сочетании с очень высокими затратами на производство.

## Критика
Перед выходом мнения о сериале были довольно разнообразными. Многие эксперты вспоминали предыдущие неудачи Стивена Спилберга в качестве телепродюсера. С другой стороны, у Спилберга были и удачные работы на телевидении, а сеттинг и сюжет создавали потенциал, которые мог бы обеспечить красочное и захватывающее шоу. Однако после выхода большинство отзывов о сериале оказались сдержанно-негативными. По окончании трансляции первого сезона проект получил на ресурсе Metacritic рейтинг 64 из 100.
Критики в общем сходятся на том, что потенциал сериала не был должным образом раскрыт. Слишком много экранного времени отводится на показ семейных проблем главных героев, в ущерб зрелищной и авантюрной составляющим. Неестественное поведение героев и их способность выходить невредимыми из самых опасных ситуаций привела к потере правдоподобия и снижению интереса. Ближе к концу атмосфера начала меняться в мрачную сторону, сюжет стал жёстче и реалистичнее, в последних сериях погибло несколько значимых второстепенных героев, начался острый конфликт с вторгнувшимися в колонию наёмниками, также появились намёки на новые повороты сюжета, связанные с путешествием во времени, но все эти изменения произошли слишком поздно.
Подверглась критике и визуальная сторона сериала. Отмечается, что мало экранного времени отведено на показ экзотической природы, большинство действий происходит буквально в нескольких достаточно простых локациях, а динозавры, которые являются одной из визитных карточек сериала, появляются на экране изредка и буквально на несколько секунд. И вообще, для столь высокого бюджета графика вовсе не является выдающейся. Отмечено зрелищное изображение высокотехнологичной футуристической Земли, но она показана только в первых и последней серии.

## Планы на второй сезон
После отмены сериала осталось неизвестным в точности, какие события должны были произойти во втором сезоне, однако продюсер Бреннон Брага рассказывал в интервью о некоторых планировавшихся поворотах сюжета.
По его словам, создатели не собирались далее развивать конфликт колонистов с ушедшими в Бэдланд наёмниками: те должны были погибнуть от нападений ранее неизвестных динозавров, вышедших на новую ступень развития. Неясно, как в результате собирались обойтись с загадками Бэдланда, в частности, с тайной фрагмента парусного корабля, обнаруженного в грузе, отправленном наёмниками в будущее. Также планировалось показать конфликт между Тейлором и Джимом Шенноном на почве психологических проблем Тейлора, подавленного гибелью близких, предательством сына и ответственностью за выживание колонии в условиях изоляции.

## В ролях

### Основной состав
- Джейсон О’Мара — Джеймс «Джим» Шэннон — полицейский Терра Новы.
- Стивен Лэнг — Натаниэль Тейлор — командующий Терра Новы.
- Шелли Конн — Элизабет Шэннон — врач, биолог-исследователь, супруга Джеймса Шеннона.
- Кристин Адамс — Мира — бывшая террористка, в Терра Нове — предводительница «шестых».
- Лэндон Либуарон — Джош Шэннон — сын Шеннонов, 16 лет.
- Наоми Скотт — Мэдди Шэннон — старшая дочь Шеннонов, 15 лет.
- Эллисон Миллер — Скай — колонистка одного из ранних потоков.
- Симона Кесселл — Алисия Вашингтон — военная, помощница Тейлора
- Мидо Хамада — Гузман — Один из главных солдат службы безопасности Терра Новы
- Род Халлетт — Малькольм Уоллес — доктор наук, заведующий научной частью Терра Новы.
- Дин Гейер — Марк Рейнольдс — солдат из службы безопасности Терра Новы, поклонник Мэдди.
- Алана Мансур — Зои Шэннон — младшая дочь Шеннонов, 5 лет.
- Эшли Цукерман — Лукас Тейлор — Сын командира Терра Новы, сумасшедший гений, мечтающий развернуть портал в обе стороны.

### Второстепенный состав
- Эмелия Бернс — Райли
- Эка Дарвилл — Макс
- Деннис Хэйсберт — Карим
- Рейвен-Симоне — Аиша
- Аиша Ди — Даша
- Дэмиан Уолш-Хаулинг — Билли
- Сэм Парсонсон — Хантер
- Кэролайн Брейзия — Дебора
- Моргана Дейвис — Лия Маркос

## Эпизоды
| № | Название                                 | Режиссёр          | Автор сценария | Дата премьеры    | Произв. код   | Зрители в США (млн) |
| --- | ---------------------------------------- | ----------------- | --- | ---------------- | ------------- | ------------------- |
| 12 | «Зарождение» «Genesis»                   | Алекс Грейвз      | Сюжет: Келли Марсел и Крэйг Сильверстайн Телесценарий: Крэйг Сильверстайн, Келли Марсел, Брэннон Брага и Дэвид Фьюри Брэннон Брага и Дэвид Фьюри | 26 сентября 2011 | 1ASW01 1ASW02 | 9,22                |
| В 2149 году, Джим Шеннон приговорён к шести годам тюремного заключения за нападение на работника службы контроля, обнаружившего, что семья Шеннонов имеет третьего ребёнка. Через два года Элизабет получает приглашение переехать в Терра Нову с Джошем и Мэдди. Элизабет помогает Джиму бежать из тюрьмы и организует проход в Терра Нову через портал Джима и младшей дочери Зои, которую власти запретили брать с собой. Командующий Натаниэль Тейлор, не испытывая удовольствия от прибытия Джима, назначает его на работу в аграрный сектор. Элизабет, как и планировалось, становится врачом. Тем временем Джош знакомится с компанией подростков-старожилов под предводительством шестнадцатилетней сироты Скай. Джим, благодаря своим полицейским навыкам, обращает внимание на бежавшего «шестого» и мешает ему убить Тейлора. После этого его приглашают на работу в службе безопасности. Происходит первое столкновение с «шестыми», закончившееся, впрочем, вполне мирно: Тейлор обменивает медикаменты и одного из «шестых», Картера, пойманного в Терра Нове на воровстве аккумуляторов, на метеоритное железо. Джош вместе с новыми знакомыми тайком отправляется на вылазку в запретную зону за пределы периметра и попадает в переделку: компания оказывается вынуждена отбивать нападение хищников, отсиживаясь в лишённом энергии внедорожнике. На вылазке Скай показывает Джошу таинственные наскальные рисунки. Из реплик «шестых», посетивших это же место позже, становится ясно, что автором рисунков является бесследно исчезнувший сын Тейлора, учёный, прибывший в Терра Нову со второй волной переселенцев. С сыном Тейлора и тем, что он рисует, связана какая-то тайна Терра Новы. |                                          |                   | |                  |               |                     |
| 3 | «Инстинкт» «Instinct»                    | Джон Кассар       | Рене Эчеваррия и Брэннон Брага | 3 октября 2011   | 1ASW03        | 8,73                |
| Терра Нова оказывается под атакой ранее неизвестных науке птерозавров — небольших летающих хищников, стаей нападающих на людей. В первой же стычке гибнут трое вооружённых бойцов охраны. Выясняется, что колония была построена на месте бывшего гнездовья огромной стаи этих существ; теперь они вернулись, чтобы отложить яйца, это грозит колонии полным уничтожением. Элизабет узнаёт, что её коллега и бывший бойфренд Малькольм также находится на Терра Нове и, возможно, приложил руку к её приглашению в проект. Элизабет и Малькольму удаётся за сутки создать феромон, привлекающий птерозавров, с его помощью Тейлор и Джим отвлекают стаю от колонии и переводят на новое место гнездовья. Джим получает от Тейлора персональное задание: используя свои навыки полицейского, найти в Терра Нове информатора «шестых». Скай делает всё, чтобы Джош почувствовал себя комфортно, а Рейнольдс слишком усердно опекает Мэдди. |                                          |                   | |                  |               |                     |
| 4 | «То, что останется» «What Remains»       | Нельсон Маккормик | Бринн Мэлоун | 10 октября 2011  | 1ASW05        | 7,00                |
| Персонал третьей научной станции в джунглях перестаёт отвечать на запросы. Отправившиеся туда Тейлор, Элизабет и солдат охраны обнаруживают, что учёные столкнулись с новым вирусом, который вызывает заболевание, за двое суток полностью блокирующее память человека: сначала начинаются провалы в памяти, потом человек забывает ближайшее прошлое до момента какого-либо очень яркого старого воспоминания и перестаёт понимать, где находится, затем полностью отключается. Тейлор, Малькольм и Элизабет тоже заражены, на ногах остаётся только Элизабет и Джим, который почему-то не заболел. Элизабет, уже забывшая собственного мужа и детей, должна найти лекарство от вируса за те несколько часов, которые у неё остались, чтобы спасти собственную память и всех остальных. Тем временем Скай, похоже, окончательно влюбилась в Джоша, а он продолжает вспоминать о девушке, оставшейся в будущем. Скай предлагает Джошу помощь — сводит его с Бойленом, хозяином бара, который при условии сохранения тайны и за большие деньги может помочь установить связь с будущим и обеспечить вызов нужного человека. Пока что Джош нанимается работать в бар. Джош не знает, что бармен поддерживает связи с «шестыми», которые имеют собственный канал связи с будущим, как и о том, что Мира, едва услышав, что бармену удалось «привязать» к себе сына единственного полицейского в Терра Нове, тут же решает использовать его в своих целях. |                                          |                   | |                  |               |                     |
| 5 | «Беглецы» «The Runaway»                  | Джон Кассар       | Барбара Маршалл | 17 октября 2011  | 1ASW06        | 8,31                |
| В колонию из джунглей приходит десятилетняя девочка, жившая ранее у «шестых». Она говорит, что бросила «шестых» из-за плохой жизни и хочет вернуться назад, в будущее, к своей бабушке. Девочке объясняют, что через портал можно пройти только в одну сторону. На первое время она поселяется в доме Шеннонов и оказывается под опекой Мэгги и Элизабет. Тейлор не доверяет девочке и, как оказывается, вполне справедливо: при первой же возможности она проникает в дом, где раньше жила Мира, извлекает из тайника в полу странную шкатулку и пытается бежать. После поимки она рассказывает, что Мира заставила её пойти за шкатулкой, угрожая её брату. Джим хочет пойти к «шестым» за братом девочки, Тейлор запрещает это делать, поскольку правдивость рассказа девочки — под большим сомнением. Тем не менее, Джим отправляется в джунгли, где попадает в плен к «шестым». Мира освобождает Джима, отдаёт ему брата девочки, а также рассказывает Джиму, что Тейлор неугоден каким-то могущественным людям в будущем, и именно эти люди собрали и отправили команду для его отстранения от власти. Лично Мире за выполнение задания обещана возможность воссоединиться со своей дочерью, оставшейся в будущем. Мира намекает Джиму, что истинная цель создания Терра Новы отличается от провозглашаемой официально. |                                          |                   | |                  |               |                     |
| 6 | «Устав» «Bylaw»                          | Нельсон Маккормик | Пол Гриллонг | 31 октября 2011  | 1ASW04        | 6,59                |
| Кенни Фостер, солдат из охраны Терра Новы, погиб. Улики указывают на убийство. Джим Шеннон ведёт расследование и быстро выходит на пожилого Ховарда Милнера, женатого на гораздо более молодой Ребекке, официантке из столовой, по слухам, изменявшей мужу с Фостером. Милнер тут же признаётся в убийстве, его показания более или менее сходятся с реальностью. Тейлор приговаривает Милнера к изгнанию из Терра Новы — он должен навсегда уйти за периметр с небольшим запасом вещей и оружием, что практически равносильно смертному приговору. Отчасти из-за мнения Элизабет, отчасти из-за того, что расследование прошло слишком просто, Джим начинает сомневаться, что найден истинный убийца. Найдя в джунглях Ховарда, он сводит того с женой и в результате выясняет, что признание Милнера — самооговор. Муж до безумия любил молодую жену, хотя знал о любовнике. Он решил, что Ребекка убила Фостера и, чтобы спасти её, взял вину на себя. Дальнейшее расследование показывает, что в баре у Бойлена ведётся незаконная игра в карты на деньги, бухгалтерия выводит на истинного убийцу — одного из сослуживцев Фостера, проигравшего ему крупную сумму денег. Провокация, устроенная подозреваемому, подтверждает его вину. Джим узнаёт, что его сын работает в баре. Благодаря Зои биологи выводят из найденного в джунглях яйца динозавра. Джош встречается с Мирой и узнаёт цену передачи сообщения в будущее: Мира требует от него обещания впоследствии выполнить одну её просьбу. |                                          |                   | |                  |               |                     |
| 7 | «Сумерки» «Nightfall»                    | Джон Кассар       | Терри Маталас и Трэвис Фикетт | 7 ноября 2011    | 1ASW07        | 7,67                |
| Падающий в непосредственной близости от Терра Новы крупный металлический метеорит взрывается в воздухе, не долетев до земли, что приводит к сильному электромагнитному импульсу. Вся электроника в Терра Нове выходит из строя, а вместе с ней отключается автоматика защиты периметра, перестают работать диагностические и лечебные установки у медиков. Джим и Зои застревают в подземном бункере, где Джим с помощью компьютера показывал Зои виды Земли будущего. Последней надеждой Терра Новы оказывается бармен Бойлен. Как выясняется, он — специалист по ремонту тонкой электроники. Его задача — починить всего один сгоревший чип, который позволит работать дубликатору, производящему микросхемы для замены вышедших из строя. Но процесс это небыстрый — Терра Нова остаётся без электронной защиты почти на сутки. Узнав о неполадках в Терра Нове, Мира немедленно отправляет всех своих людей на вылазку. Цель — добыть ту самую таинственную шкатулку, которую не смогла принести девочка в пятом эпизоде. Несмотря на предпринятые Тейлором усиленные меры безопасности, на сей раз попытка удаётся. Прекрасное знание нападавших о месте, где хранился прибор, показывает, что в Терра Нове продолжают действовать осведомители Миры, причём они очень хорошо информированы. Мэдди и Рейнольдс, тайком отправившиеся на вылазку в джунгли непосредственно перед инцидентом, застревают, лишённые, как и все, автоматики и средств связи. Им приходится возвращаться пешком, ночуя в джунглях на дереве и серьёзно рискуя жизнью. Как ни странно, отсутствия Мэгги из-за всеобщего переполоха никто не замечает. Сын Тейлора, Лукас, получает от Миры добытую «шкатулку». Она оказывается прибором (который почему-то совершенно не пострадал, в отличие от всей электроники Терра Новы), очевидно, как-то связанным с работой Лукаса. |                                          |                   | |                  |               |                     |
| 8 | «Доказательство» «Proof»                 | Брайан Спайсер    | Дэвид Грациано и Бринн Мэлоун | 14 ноября 2011   | 1ASW08        | 7,01                |
| Из джунглей в Терра Нову возвращается экспедиция, возглавляемая Кеннетом Хортеном, выдающимся учёным, кумиром Мэдди. Мэдди начинает помогать ему в работе, но по мере общения замечает всё больше нестыковок: Хортен совершенно не помнит ни о её письме, на которое отвечал, ни о содержании собственных книг, занимается совсем не той работой, о которой мечтал перед переселением в Терра Нову. Мэдди подозревает, что под именем Хортена скрывается самозванец. Пытаясь получить доказательства, она берёт образец ДНК учёного, ищет о нём информацию в базах данных и следит за ним. Мира требует от Джоша во исполнение ранее данного обещания выкрасть лекарство, воспользовавшись доступом в медпункт своей матери. Взамен она проводит видеосеанс связи с его подружкой в будущем, обещая переместить её с ближайшим потоком в Терра Нову. Джош крадёт лекарства и передаёт их Бойлену. Командир Тейлор встречает в джунглях ранее изгнанного туда провинившегося, спасает его от хищника и взамен поручает выяснить, кто из Терра Новы работает на «шестых». Мэдди оказывается права, на месте Хортена — его изменивший внешность ассистент, убивший руководителя, чтобы попасть в Терра Нову. Он пытается убить и Мэдди, но отец успевает спасти её. Джош, узнав, что из-за его кражи могут умереть больные в Терра Нове, сознаётся родителям и рассказывает им о связи Бойлена с «шестыми». Прижатый бармен подтверждает Джиму Шеннону возможности «шестых» по общению с будущим, и тот передаёт всю информацию командиру Тейлору. |                                          |                   | |                  |               |                     |
| 9 | «Противостояние» «Vs.»                   | Брайан Спайсер    | Хосе Молина | 21 ноября 2011   | 1ASW09        | 6,50                |
| Бойлен не признаёт себя виновным в шпионаже, настаивая, что имел с «шестыми» только деловые контакты. Однако он сообщает Джиму Шеннону место, где в джунглях зарыт убитый Тейлором человек, чей переход в Терра Нову не отражён в документах. Джим находит останки убитого, Элизабет тайком исследует их. Охранники Терра Новы ловят стрекозу «шестых» со шпионской микрокамерой и бармена отпускают, сняв подозрения. Тейлор пытается «надавить» на Шеннона, чтобы тот прекратил расследование смерти неизвестного, но получив твёрдый отказ, рассказывает Джиму, что произошло пять лет назад. Прибывший со вторым потоком Лукас, как оказалось, получил в будущем задание найти возможность создания портала обратно в будущее. Пославшие его планировали вместо развития Терра Новы превратить её в источник ресурсов для будущего мира. Убитый — генерал Филбрик, в прошлом — командир и учитель Тейлора. Его переместили в прошлое между потоками, чтобы снять Тейлора с должности. Тейлор отказался подчиниться и в возникшей стычке убил генерала, а когда Лукас попытался стрелять в него самого, обезоружил сына и выгнал его в джунгли. А Бойлен, служивший тогда в охране Терра Новы и оказавшийся дежурным, помог Тейлору избавиться от тела генерала и за молчание получил возможность открыть собственный бар. |                                          |                   | |                  |               |                     |
| 10 | «Теперь ты меня видишь» «Now You See Me» | Карен Гавиола     | Пол Гриллонг | 28 ноября 2011   | 1ASW10        | 7,19                |
| Командир Тейлор в одиночку отправляется в джунгли и сталкивается там с Мирой. По очереди они берут друг друга в плен, но, столкнувшись с хищниками, оказываются вынуждены действовать сообща и в итоге расходятся каждый своей дорогой. За время общения они лучше узнают друг друга и даже проникаются взаимным уважением. Мира рассказывает, что работает с «шестыми» из-за бедственного положения своей семьи в будущем и оставшейся там больной дочери. Она подтверждает Тейлору, что группа очень богатых людей в будущем решила использовать прошлое как источник ресурсов. После того, как Лукас был изгнан, а Филбрик — убит, они оплатили мнимый «выигрыш в лотерею» для группы боевиков, переброшенных в шестом потоке, которая должна была захватить власть в Терра Нове и обеспечить Лукасу возможность работы. Джим Шеннон засекает световые кодовые сигналы на территории Терра Новы, но не успевает захватить шпиона и добывает лишь каплю крови убежавшей Скай. До завершения анализа ДНК Скай проникает в медпункт и уничтожает образец, но Шеннон очерчивает круг подозреваемых в 47 человек. Скай посещает стоянку «шестых» и передаёт им информацию. Оказывается, она делает это регулярно, за что «шестые» поддерживают жизнь её больной матери, находящейся там и официально считающейся погибшей от болезни. Необходимое лекарство есть только у «шестых». Лукас приближается к завершению своей работы, в скором времени ожидается возможность открытия портала в будущее. |                                          |                   | |                  |               |                     |
| 11 | «Внутри» «Within»                        | Карен Гавиола     | Барбара Маршалл | 12 декабря 2011  | 1ASW11        | 6,88                |
| Джим и Тейлор уличают Скай в шпионаже в пользу «шестых». Между тем, Лукас успешно завершил расчёты, полностью изменяющие технологию работы портала времени, который теперь работает в обе стороны. Лукас озвучивает намерение своих работодателей из 2149 года о вторжении в Терра Нову. Тейлор ожидает полномасштабную атаку с приходом одиннадцатого потока через несколько дней и начинает планирование обороны Терра Новы. Он хочет воспользоваться тем, что точка прибытия известна, и создать рядом с выходом из портала непреодолимый рубеж обороны. Несмотря на предательство Скай, Каррен спасает её мать из лагеря «шестых», а медицинский персонал Терра Новы высказывает оптимистические надежды, что состояние больной матери Скай улучшится. |                                          |                   | |                  |               |                     |
| 12 | «Оккупация» «Occupation»                 | Джон Кассар       | Бринн Мэлоун и Барбара Маршалл | 19 декабря 2011  | 1ASW12        | 7,18                |
| Во время перемещения очередной партии переселенцев на одном из прибывших оказывается взрывное устройство, почти сразу взорвавшееся. Джим Шеннон, в этот момент встречавший вышедшую из портала Кару, девушку Джоша, попадает под взрыв и теряет сознание. Придя в сознание, он обнаруживает, что находится в медпункте Терра Новы и узнаёт, что прошло уже три дня. Ему рассказывают, что произошло. В результате взрыва погибло и пострадало несколько человек, погибла и Кара. Но самое главное: взрыв уничтожил приёмный терминал. Тем самым нападающие переиграли Тейлора: после разрушения терминала портал потерял привязку к месту, точка прибытия переместилась, и отряд наёмных солдат из будущего на бронемашинах смог беспрепятственно переместиться и начать захват Терра Новы. Оставленный там маленький отряд под командованием Алисии Вашингтон держал оборону, пока мог, но был вынужден сложить оружие, когда наёмники начали обстреливать мирных жителей. Отряд Тейлора не успел прийти к ним на помощь, а теперь, когда мирные жители оказались фактически в заложниках, он скрывается в джунглях и выжидает. Поселенцы оказывают посильное сопротивление оккупантам, но они мало что могут: за любое явное неповиновение следует жестокая расправа. Шеннон, прикинувшись покалеченным, поддерживает связь с Тейлором, помогая планировать атаки на конвои. Хозяева Лукаса планируют создать взрывом мощной бомбы гигантский карьер для добычи полезных ископаемых и переправки их в будущее. Благодаря Шеннону Тейлор предотвращает взрыв и захватывает бомбу. Лукас разоблачает шпионаж Шеннона и пытает его в тюрьме. |                                          |                   | |                  |               |                     |
| 13 | «Сопротивление» «Resistance»             | Джон Кассар       | Терри Маталас и Трэвис Фикетт | 19 декабря 2011  | 1ASW13        | 7,18                |
| Шеннону устраивают побег из тюрьмы и организуют уход его семьи в джунгли, к Тейлору, но прикрывавшая отход Алисия Вашингтон погибает, застреленная Лукасом. Она передаёт Тейлору свой совет: чтобы победить в этой войне, им необходимо перекрыть связь с будущим: для жителей Терра Новы единственный шанс — прервать поставки оружия и поддержку оккупационных войск. Тейлор, обдумав всё, решает последовать совету Вашингтон. Для этого нужно проникнуть в будущее и уничтожить площадь Надежды. Перед очередным сеансом связи Скай, завоевавшая некоторое доверие Лукаса, задерживает его в джунглях и помогает перехватить грузовик с контейнером, отправляемым в будущее. В подменённом грузе отправляется Джим Шеннон с трофейной бомбой для взрыва площади Надежды — это взорвать терминал в будущем. Открывшие в 2149 году прибывший контейнер вынуждены спасаться — оттуда вылез крупный плотоядный ящер, посеявший панику. В это время Шеннон, прятавшийся за динозавром, устанавливает в служебных помещениях бомбу, активирует её и возвращается сквозь портал, после чего он взрывается. Мира обескуражена невозможностью возврата в будущее, а наёмники, будто исполняя заранее данный приказ, покидают поселение и уезжают в отдалённое место, которое называют «Бэдланд». Тейлор с соратниками возвращаются в Терра Нову и в неотправленном в будущее грузе находят носовой фрагмент старинного морского корабля, что очень всех удивляет. |                                          |                   | |                  |               |                     |